# Dotzigen
Dotzigen ist eine politische Gemeinde im Verwaltungskreis Seeland des Kantons Bern in der Schweiz. Neben der Einwohnergemeinde existiert auch eine Burgergemeinde.

## Geographie
Dotzigen liegt im Seeland am Fusse des Dotzigen-/Stedtliberges. Es grenzt an Busswil bei Büren, Büetigen, Schwadernau, Scheuren BE, Meienried, Büren an der Aare und Diessbach bei Büren. Im Westen fliesst die Alte Aare durch, es findet sich eine heute geschützte Flussaue beidseits von deren Ufer.

## Bevölkerung
Dotzigen ist deutschsprachig (93,75 %). Einige Einwohner sprechen Französisch (1,51 %) oder Italienisch (0,93 %).

## Politik
Gemeindepräsident ist Andreas Krähenbühl (SVP, Stand 2024).
Bei den Nationalratswahlen 2023 betrugen die Wähleranteile in Dotzigen (in Klammern die Veränderung im Vergleich zu den Wahlen 2019 in Prozentpunkten): SVP 36,36 % (+4,53), SP 17,00 % (+0,42), Mitte 10,63 % (−1,86), glp 9,62 % (−0,14), Grüne 9,02 % (−3,58), FDP 6,53 % (+0,82), EVP 4,67 % (−0,10), EDU 4,28 % (+2,56), SD 0,68 % (+/−0,00).

## Verkehr
Der junge Friedrich Baumann leitete 1852 die in Haustein ausgeführten Brückenbauten bei Dotzigen, das 1876 mit der Bahnstrecke Lyss–Solothurn ans Bahnnetz angeschlossen wurde. Heute verkehrt die Bahn nur noch bis Büren an der Aare, auf die andere Seite dafür bis Kerzers. Im Privatverkehr ist Dotzigen via A5 (Solothurn–Biel) zu erreichen.
Ausserdem erinnert der Pegelstein an den Fährbetrieb vor der ersten Juragewässerkorrektion auf der Alten Aare zwischen Dotzigen und Meienried.

## Geschichte
Die Juragewässerkorrektion ermöglichte die Ausdehnung des Dorfes in die flachen Gemeindegebiete. Jeremias Gotthelf schreibt in: Die Käserei in der Vehfreude. Eugen Rentsch, Erlenbach-Zürich, 1922, S. 12–13: Die Rede ging immer rascher hin und her, je mehr der herrliche Dotziger, und zwar Schattenseite gewachsener, den guten Leuten die Zunge löste. […] Der schattenhalb gewachsene Dotziger hatte bereits gewirkt, Courage und Kühnheit krochen (wir können nicht sagen brausten) durch alles Gebein […] In den Anmerkungen des Buches wird diese Aussage mit dem sauren Dotziger Wein erklärt, welcher am Fusse des Dotzigenberges wuchs und immer noch wächst. Die Lage ist nämlich wegen Mangels an See und sehr viel Nebel nicht speziell zum Weinbau geeignet.

## Schulen
In Dotzigen steht neben der lokalen Primarschule ein Oberstufenzentrum für Dotzigen und die umliegenden Gemeinden Diessbach bei Büren und Büetigen. Das nächste Gymnasium steht in Biel/Bienne.

## Sehenswürdigkeiten
Am Fusse des Dotzigenberges steht ein kleines Schloss, mit seinem Kupferdach ist es von weither erkennbar. Am Dorfausgang in Richtung Diessbach steht eine alte Mehlmühle mit Wasserrad-Antrieb. Diese ist restauriert worden und ist nach Voranmeldung für Besucher geöffnet.

## Bilder

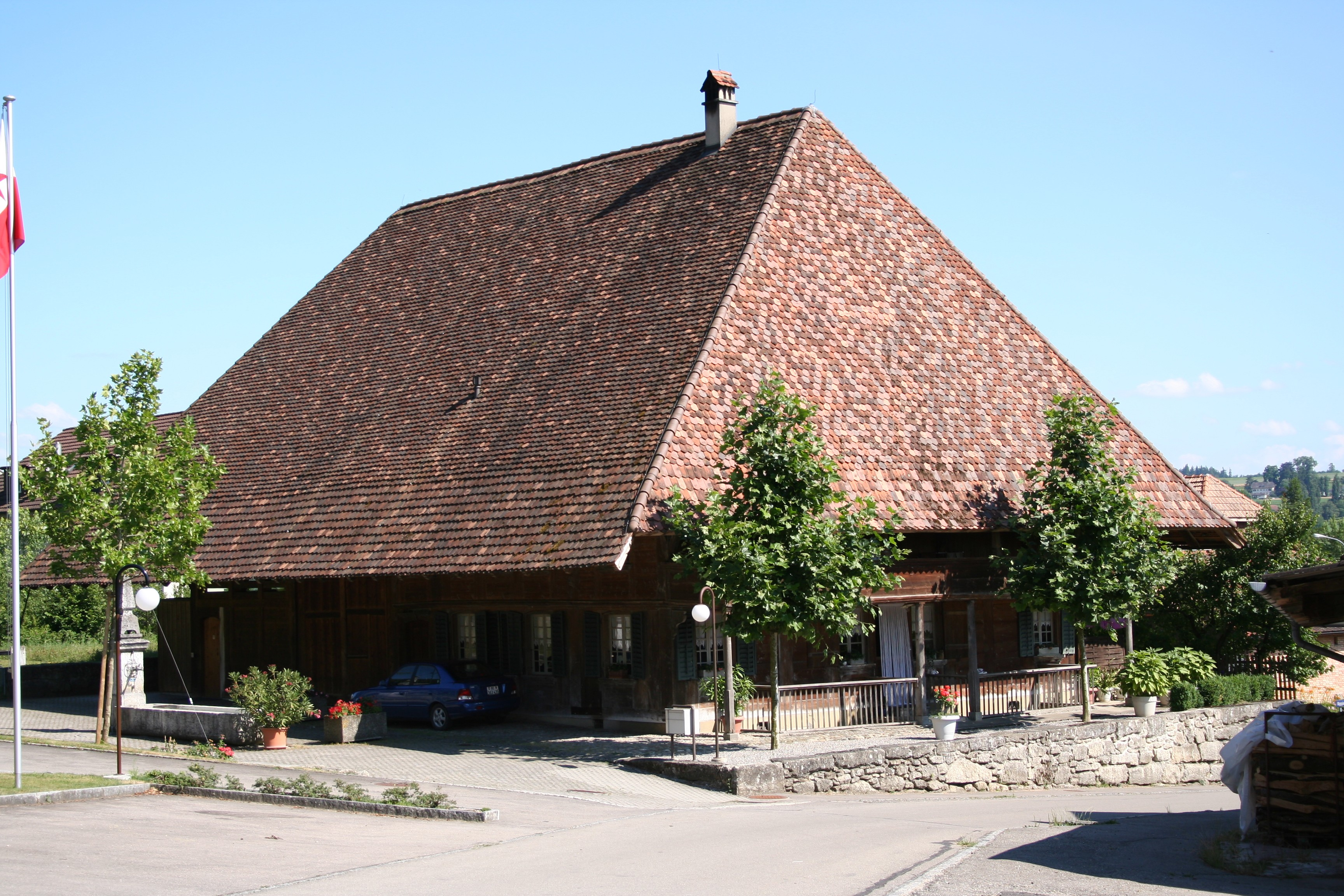
Bangerterhaus in Dotzigen
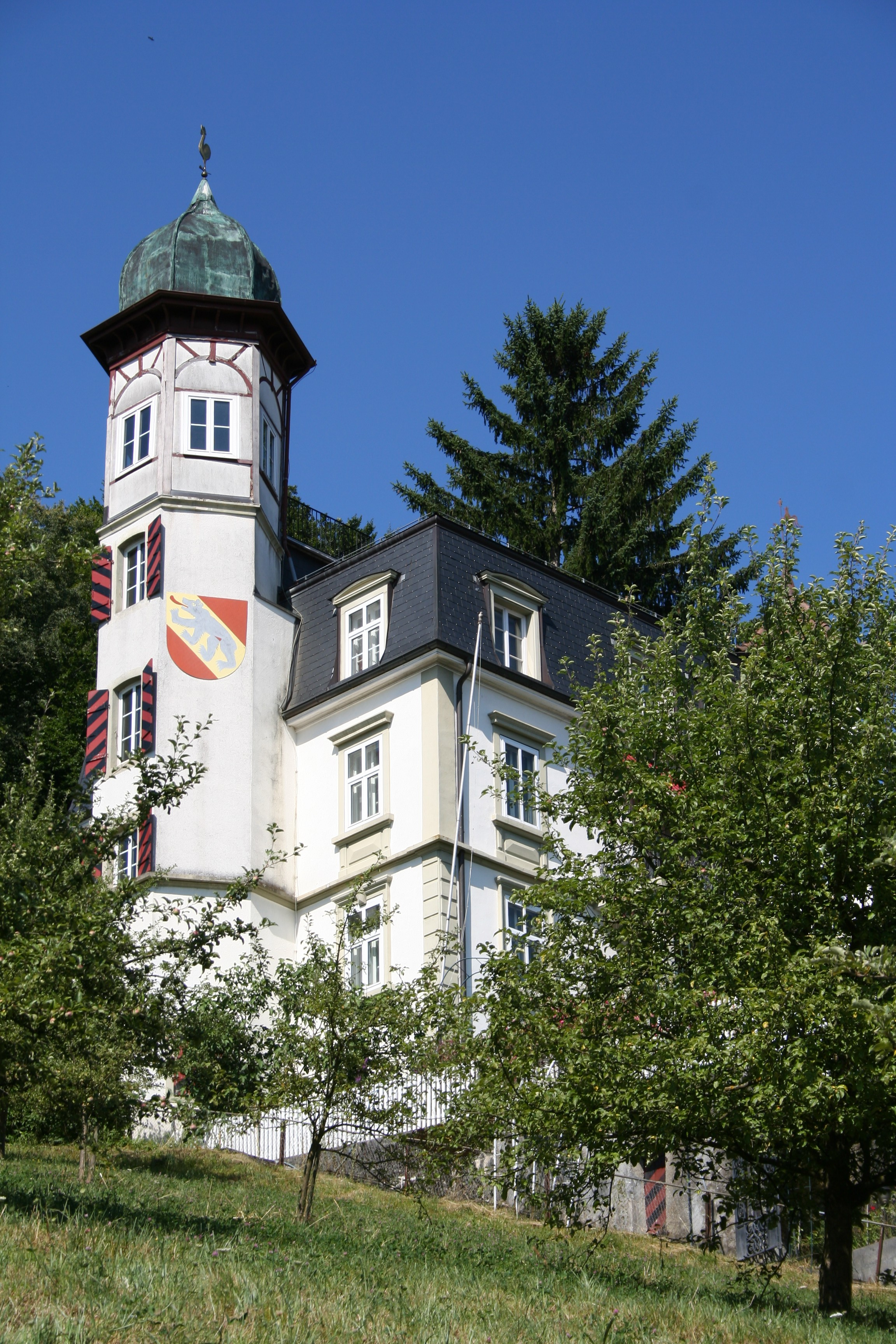
Der Schlössliturm
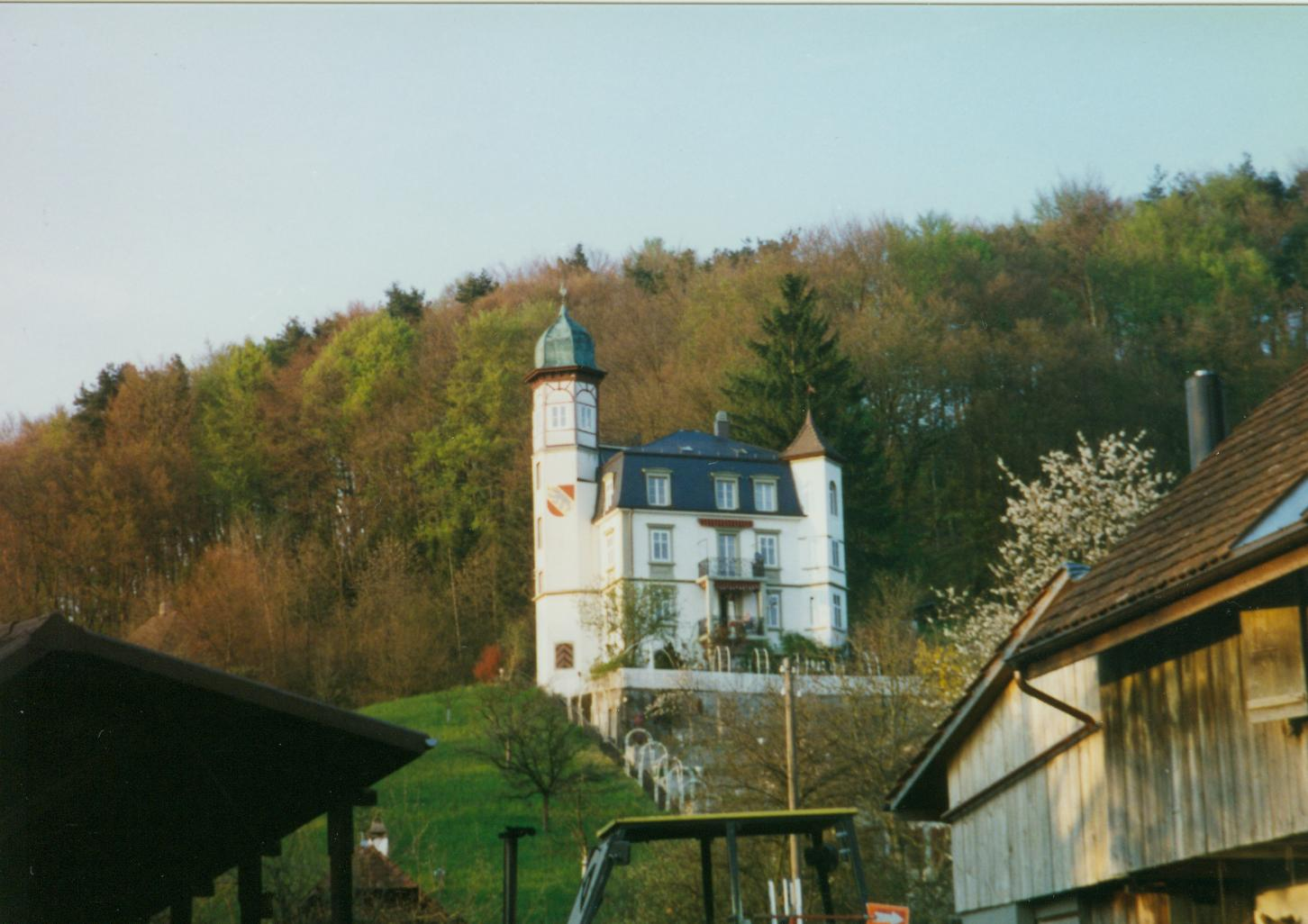
Das Schlössli
Luftbild von Walter Mittelholzer (1932)